# Хронологія міста Коломиї

## Від заснування міста до XVII століття
1241 — перша згадка про Коломию. Слова Данила Галицького: «А коломийську сіль залишіть для мене». І князь Доброслав відповів: «Нехай буде так».
1259 — спалення Коломийської фортеці Данилом Галицьким за наказом монголо-татарського воєводи Бурундая
осінь 1387 — після загарбання Галичини, до Коломиї прибули перші польські правителі, а колишній княжий уряд передав усі повноваження новій окупаційній владі
1395 — польський король Владислав ІІ Ягайло надав Коломиї герб, який являв собою укороновану голівку орла
жовтень 1405 — з метою піднесення міста Коломиї, Владислав ІІ Ягайло надав спадкове війтівство у ньому львівському міщанину Ніколаусові Фрайштетеру та село Матеївці. що належало до Коломиї
1405 — королівським указом Коломиї надано Магдебурзьке право, однак, звільнення від податків стосувалося тільки іноземців (воно поширювалося лише на іноземців)
1424 — королівською милістю, Магдебурзьке право поширювалося на все населення Коломиї
1411 — Коломию з усім Покуттям було продано на 25 років молдовському господареві Олександрові «Доброму» з умовою, що ой виступить на боці Королівства Польського проти Угорського королівства. Згодом Коломийський замок декілька разів дарували молдовським воєводам на утримання
10 лютого 1444 — Ян з Чижова — краківський каштелян, староста, намісник короля — видав у Коломиї документ для коломийського, снятинського старости Михайла «Мужила» Бучацького: разом з асесорами наказав йому не брати цла з львівських міщан у Коломиї
15 вересня 1485 — на теренах Коломиї, а саме на передмісті Косачів склав васальну присягу польському королеві Казимиру IV Ягеллончику молдовський господар Штефан ІІІ Великий, але надалі нападів на покутську столицю не припинив
1490 — в перебігу національно-визвольної боротьби проти польської шляхти, загони під проводом Івана Мухи захопили Коломию та її околиці
1507 — дослідники М.Беневантано та Б.Вановський видали в Римі мапу Середньої Європи, де коло гір, між Поділлям і Волощиною позначена і Коломия (рідко яке українське місто може похвалитися таким)
1531 — в м. Страсбурзі (Франція) видано мапу Європейської Сарматії (у ній вдруге позначена Коломия)
1411;1448;1517 — літописні згадки про Старий Двір (укріплений центр Коломиї)
1498 — османи і волохи зруйнували м. Коломию, рухаючись на захід. Відтоді вони майже щороку плюндрували Покуття
1502;1505;1513;1520;1531;1594 — пожежі в м. Коломия
1589 — Коломия була знищена дощенту

## XVII—XIX століття
1612;1618;1621;1624 — найбільші напади татар на Покуття (в тому числі на Коломию)
1621 — свідчення польської хроніки: «Місто [Коломия] татарами спалене і люди з нього вибрані»
1624 — свідчення польської хроніки, що татарами місто «з ґрунту знесене»
1626 — згідно з свідченнями польської хроніки, коли на Коломию черговий раз напали татари, то їм уже нікому і нічим було чинити опір
1580-ті — на Надвірнянському передмісті Коломиї зведено дерев'яну церкву Благовіщення Діви Марії
1606 — мешканці Коломиї добилися права зведення міських укріплень у верхній частині міста, а не над Прутом (ріка загрожувала містові численними повенями)
1613 — до Коломиї вступив загін запорізьких козаків під проводом полковника Топоровського, які на короткий час встановили в місті українську владу
2-а пол.XVI — поч.XVII ст. — посилення опришківського руху на Покутті (у тому числі в Коломиї)
24 серпня 1745 — в самому середмісті Коломиї, на лобному місці. муніципальний кат — Михай Козловський  розрубав на частини тіло ватажка «народних месників» — Олекси Довбуша
1772 — м. Коломия дісталося цісарському трону австрійських Габсбургів. Це був початок відродження міста(запровадження демократичних реформ, розвиток медицини, освіти, культури)
1778 — засновано першу окружну світську школу, перепрофільоване приміщення якої вистояло і до наших днів
1781 — м. Коломия було включене до Станіславівського округу і частково втратило свої функції повітового центру

## XIX століття
1803 — на західній околиці Коломиї оселилися перші переселенці з Австрійської імперії. Колоністи мали власну кирху, адміністративні одиниці, керування, самоуправління та виборні органи
1811 — створення Коломийської округи, межі якої збігалися з колишнім повітом
1848 — у м. Коломия створено Коломийську окружну Руську раду на чолі з педагогом і першим меценатом М.Верещинським. Засновано публічну бібліотеку. Вперше в Галичині поставлено театральну постановку «Дівка на відданю»;парох коломийський Іван Озаркевич адаптував її на галицьку говірку з водевілю «Наталка-Полтавка» І.Котляревського
1854 — почалося будівництво церкви Св. Архистратига Михаїла, яке започаткував священик, український байкар Лука Денькевич
1861 — у Коломиї відкрито Державну цісарську королівську гімназію, в стінах якої навчалися польський фольклорист Станіслав Вінценз, члени «Покутської трійці»:Василь Стефаник, Марко Черемшина, Лесь Мартович та чимало інших діячів національної культури
1864 — завдяки братам Теодору та Михайлу Білоусам в м. Коломия створено друкарню, у якій видавалася книжкова продукція та періодика (діяла до 1914)
1865 — поява першої газети в Коломиї — «Голос народний»
1866 — було запущено в експлуатацію залізничне сполучення «Львів — Чернівці» через Станіславів та Коломию
1866 — побудовано приміщення вокзалу
1886 — Коломию з приміськими селами сполучив паровий вантажний трамвай
1869 — засновано механічно-ливарну фабрику польського підприємця Любіна Біскупського (згодом — завод сільськогосподарських машин)
1875 — відкриття гончарної школи
1880 — арешт Івана Франка в Коломиї та його трьохмісячне ув'язнення в Коломийській тюрмі
літо 1884 — студентська мандрівка І, Франка до Коломиї
1877 — побудова приміщення міської ратуші, зведеної в неоренесансному стилі, що обійшлося міській скарбниці у 70 000 золотих
1892 — початок грандіозного будівництва «Українського народного дому»(нині "Національний музей Гуцульщини та Покуття)(1903 — тут виступав Микола Лисенко)
1894 — відкриття в Коломиї школи деревного промислу та кілька загальних початкових шкіл
1875 — початок діяльності коломийської філії «Просвіти»
1895 — початок діяльності в Коломиї товариства «Коломийський Боян»
1897 — на вулиці Крашевського (нині І.Франка) постав величний римо-католицький костел ім. Ігнатія Лойоли (перепрофільований радянською владою під склад і знову повернутий вірним після проголошення Незалежності України)
1898 — у «Центральному парку культури й відпочинку» представники польської громади Коломиї встановили достойний пам'ятник Адаму Міцкевичу
1900 — в стінах Державної польської гімназії відкрито українську, на чолі з її першим директором Софроном Недільським

## XX століття— наш час
1905 — на Коломийському передмісті Вінсентівка відкрито Центральну повітову лікарню на чолі з управителем Зиновієм Левицьким
1912 — до Коломиї на службу прибув майбутній імператор Австро-Угорської імперії Карло Габсбург з дружиною Зитою де Барма Бурбон
1914 — коломияни встановили перший пам'ятник Т.Шевченку
15 вересня 1914 — Коломия впала перед російською окупацією
15 грудня 1918 — м. Коломия урочисто провело на польський фронт 3-й Коломийський курінь
24 травня 1919 — Коломию зайняло румунське військо. У місті встановилася польська влада
28 березня 1944 — коломияни на довгі десятиліття потрапили під повторну радянську окупацію
1990 — у м. Коломия відбулися перші демократичні вибори. Створено «Музей історії міста Коломиї», відроджено професійний театр, гімназію
літо 1990 — відбувся перший Всесвітній собор духовної семінарії України
18 серпня 1991 — у м. Коломия відзначено 750-ліття першої літописної згадки про Коломию. Тоді ж, на площі Привокзальній відкрили погруддя Степанові Бандері
22 серпня 1993 — на коломийському майдані «Відродження», у бронзі «відроджений» Кобзар
23 вересня 2000 — відкриття музею «Писанка» у Коломиї
2012 — у м. Коломия, в студентському сквері відбулося відкриття і освячення пам'ятника Іванові Франку